# Croix discoïdale de Saint-Paulet
La croix discoïdale de Saint-Paulet est une croix située à Saint-Paulet, en France.

## Localisation
La croix est située sur la commune de Saint-Paulet, dans le département français de l'Aude.

## Historique
L'édifice est inscrit au titre des monuments historiques en 1952.